# Cesare Bionaz
Cesare Bionaz (francisé en César Bionaz en raison du bilinguisme officiel en vigueur en Vallée d'Aoste ; 1912-1969) est un homme politique valdôtain.

## Biographie
Militant de la DCI, il est élu membre de gouvernement régional après les élections régionales du Val d'Aoste de 1963 puis nommé président du Conseil de la Vallée d'Aoste en 1966. Reconduit après les élections régionales de 1968, il démissionne en 1969 en raison d'une grave maladie et meurt le 3 septembre 1969.

## Sources
- (ca) Cet article est partiellement ou en totalité issu de l’article de Wikipédia en catalan intitulé « Cesare Bionaz » (voir la liste des auteurs).